# Giuseppe Cavanna Chávez
Giuseppe Cavanna Chávez, fue el fundador de la primera barra brava del Ecuador, La Boca del Pozo.

## Biografía
En el año de 1980 junta a varios amigo del sector del antiguo barrio Boca del Pozo, fundó la primara barra brava emelecista, en la era contemporánea fue considerado el hincha número uno del equipo eléctrico. Y fue quien enseño a la barra de la Boca del Pozo a nunca dejar de alentar al equipo. En el año 2016 enfermó del corazón y meses más tarde fue diagnosticado con cirrosis. Falleció en enero de 2017 sus féretro fue velado en el estadio Capwell.